# Drew Barrymore
Drew Blythe Barrymore, ameriška filmska in televizijska igralka, filmska producentka ter režiserka, * 22. februar 1975, Culver City, Kalifornija, Združene države Amerike.
Izvira iz družine ameriških igralcev, družine Barrymore in je vnukinja igralca Johna Barrymorea. Z igralsko kariero je začela v raznih reklamah, prvo pa je posnela, ko je bila stara komaj enajst mesecev. Leta 1980 se je pojavila v filmu Altered States, kar je predstavljalo njeno prvo filmsko vlogo, kasneje pa je doživela preboj s filmom E. T.. Kmalu je postala ena izmed najbolj priznanih otroških igralcev v Hollywoodu, kasneje pa se je pojavila še v mnogih drugih vlogah, večinoma komičnih.
Po težavnem otrošvu, ki sta ga zaznamovala odvisnost od drog in alkohola ter dve rehabilitaciji, je Drew Barrymore leta 1990 napisala avtobiografično knjigo z naslovom Little Girl Lost. Uspešno je opisala prehod iz zvezdniškega otroka do odraslega igralca, kamor je vključila tudi nastope v filmih, kot so Poison Ivy, Vražja dekleta, Vse kar si želiš in Vsi pravijo »ljubim te«. Nazadnje se je Drew Barrymore odlikovala z nastopi v romantičnih komedijah, kot so Poročiva se in Srečnež.
V devetdesetih sta ona in njena partnerka Nancy Juvonen oblikovala produkcijsko podjetje, imenovano Flower Films, ki je prvič produciral šele leta 1999 in sicer film Prvi poljub, v katerem je imela glavno vlogo Drew Barrymore. Flower Films je kasneje produciral še veliko drugih filmov z Drew Barrymore, kot so 50 prvih poljubov, Charliejevi angelčki, Glasba in besedilo in Donnie Darko. Zadnji pomembnejši filmski projekti Drew Barrymore so Mu pač ni do tebe, Čivava z Beverly Hillsa in Vsi so v redu. Drew Barrymore se je leta 2007 pojavila tudi na naslovnici revije People, ki jo je uvrstila na svojo lestvico »100 najlepših ljudi«.
Drew Barrymore je bila imenovana za ambasadorko v boju proti lakoti pri organizaciji World Food Programme (WFP). Od takrat je za program donirala že več kot 1 milijon ameriških dolarjev. Leta 2007 je postala obraz za Guccijevo novo linijo z nakitom in novi fotomodel in govornica za kozmetiko CoverGirl.
Leta 2010 je Drew Barrymore prejela nagrado Screen Actors Guild Award in nagrado Zlati globus v kategoriji za »najboljšo igralko v miniseriji ali televizijskem filmu« za upodobitev Male Edie v filmu Sivi vrtovi.

## Zgodnje življenje in družina
Drew Barrymore se je rodila 22. februarja 1975 v Culver Cityju, Kalifornija, Združene države Amerike, kot hči ameriškega igralca Johna Drewa Barrymorea in njegove žene, Ildikó Jaid Barrymore (rojena Makó), igralke, ki je bila rojena v taborišču v Brannenburgu, Zahodna Nemčija, staršema madžarskega porekla med II. svetovno vojno. Drew Barrymore ima po očetovi strani irske korenine, eden izmed njenih prednikov je tudi igralec Maurice Costello. Njeni starši so se ločili kmalu po njenem rojstvu. Po očetovi strani ima tudi polbrata po imenu John Blyth Barrymore, ki se je tudi sam uveljavil v igralski industriji, in dve polsestri: Blyth Dolores Barrymore in Brahmo »Jessico« Blyth Barrymore.
Drew Barrymore je bila rojena v igralsko družino: njeni pra-stari starši so Maurice Barrymore in Georgie Drew Barrymore, Maurice Costello in Mae Costello (rojena Altschuk), njeni stari starši pa John Barrymore in Dolores Costello, vsi igralci; John Barrymore je bil po vsej verjetnosti najbolj priznan igralec svoje generacije. Je pranečakinja Lionela Barrymorea, Ethel Barrymore in Helene Costello, ter pra-pra-pravnukinja igralca John Drew in igralke Louisa Lane Drew, ter pra-pranečakinja režiserja, scenarista in igralca nemih filmov Sidneyja Drewa. Njen boter je Steven Spielberg, njena botra pa Sophia Loren.
Njeno prvo ime, Drew, je bil pravzaprav rojstni priimek njene prababice, Georgie Drew Barrymore; njeno srednje ime, Blyth, je bil originalno priimek dinastije, ki jo je našel njen pradedek, Maurice Barrymore.

## Vzpon k slavi
Drew Barrymore je s svojo igralsko kariero začela v starosti enajstih mesecev, ko je začela hoditi na avdicije za igranje v reklami za pasjo hrano. Ko jo je njen pasji soigralec ugriznil, so se producenti bali, da bo jokala, vendar se je Drew Barrymore samo smejala, zaradi česar so jo najeli. Leta 1980 se je prvič pojavila v filmu, imenovanem Altered States, kjer pa je imela le manjšo vlogo. Leto pozneje je dobila vlogo Gertie, mlajše sestrice Elliotta, v filmu E. T., zaradi česar je postala slavna. Leta 1984 je prejela nominacijo za nagrado Zlati globus v kategoriji za »najboljšo stransko igralko« za vlogo v filmu Irreconcilable Differences, kjer je igrala majhno deklico, katere starši so se ločili. V opisu filma, objavljenem v reviji Chicago Sun-Times, je Roger Ebert napisal: »Drew Barrymore je prava igralka za to vlogo ravno zato, ker se je tudi sama v otroštvu morala soočiti s podobnimi stvarmi.« Dodal je tudi, da »vloga Drew Barrymore vidi naravnost skozi vse to. Ni ji mar za kariero, želi si samo imeti ljubeč dom in ljubezen. Način, s katerim ta film prikaže kako Hollywood in ameriški uspeh nasplošno zmanjša skrb staršev do otrok.«

## Uporništvo
Zaradi nenadne slave je imela Drew Barrymore zelo težavno otroštvo. Kot majhna punčka je bila že redno zaposlena preko Studia 54, pri devetih letih je kadila, v starosti enajst let je pila alkohol, ko je imela dvanajst let je kadila marihuano, pri trinajstih letih pa je bila odvisna od kokaina. Njeno nočno življenje in stalne zabave so postale popularna tema medijev. Na rehabilitacijo je Drew Barrymore prvič odšla v starosti trinajstih let. Poskusu samomora v starosti štirinajstih let je sledila še ena rehabilitacija, za tem pa je tri mesece živela pri pevcu Davidu Crosbyju in njegovi ženi. Bivanje ni prineslo velikih sprememb, je povedal Crosby, saj bi »morala Drew več časa preživeti poleg treznih ljudi.« Leta 1990 je na podlagi teh izkušenj napisala avtobiografsko knjigo z naslovom Little Girl Lost. Naslednje leto se je po uspešnem sojenju na sodišču za mladoletne, preselila v svoje stanovanje.

## Nova podoba
V poznih najstniških letih je Drew Barrymore pokazala novo podobo s tem, ko je leta 1992 igrala manipulativno najstnico v filmu Poison Ivy, ki je sicer zaslužil veliko denarja, vendar kasneje ni bil pretirano uspešen. Julija istega leta je v starosti sedemnajst let gola pozirala za revijo Interview s svojim kasnejšim zaročencem Jamiejem Waltersom. Leta 1993 je Drew Barrymore prejela drugo nominacijo za nagrado Zlati globus in sicer za vlogo v filmu Guncrazy. Drew Barrymore je imela v načrtu tudi, da bo januarja 1995 pozirala tudi za revijo Playboy. Steven Spielberg, ki je režiral film E. T., ko je bila še otrok, ji je za dvajseti rojstni dan dal odejo z napisom »Cover yourself up« (»Pokri se«). Njene slike za Playboy so računalniško spremenili, tako da se je na njih pojavila oblečena. V tem obdobju naj bi se gola pojavila tudi v petih filmih. Leta 1995 je Drew Barrymore med pojavom v Late Show with David Letterman splezala na mizo Davida Lettermana in razgalila svoje prsi, hrbet pa je imela obrnjen stran od kamere. V tem času se je pojavila tudi v reklami za kavbojke. Drew Barrymore je odšla na operacijo za zmanjšanje prsi, kar je leta 1992 komentirala:
Zares obožujem svoje telo in njegov trenutni izgled. Ampak na ženskah in njihovih prsih je nekaj nenavadnega, saj jih moški tako radi gledajo. Če so ogromne, postaneš precej samozavesten. Kasneje pa ugotoviš, da si v vsem, kar nosiš, videti težek. In to je precej neprijetno. O prsih sem se naučila nečesa, kljub temu, da pri svojih letih še ne razmišljam preveč o njih. Naučila sem se, da jih moški obožujejo in da to obožujem jaz!

## Vrnitev v filme
Leta 1995 je Drew Barrymore igrala v filmu Vse kar si želiš poleg Whoopi Goldberg in Mary-Louise Parker, ter imela manjšo cameo vlogo v filmu Joela Schumacherja z naslovom Batman za vse čase, kjer je igrala prostitutko lika Tommyja Leeja Jonesa, Two-Face. Naslednje leto se je pojavila v grozljivem filmu z naslovom Krik. Drew Barrymore je bila še vedno zelo dobro plačana igralka. Kasneje je igrala v romantičnih komedijah, kot so Wishful Thinking (1996), Poročiva se (1998) in Domači okus (1998).
Poleg mnogih filmov, ki jih je produciralo njeno podjetje Flower Films, vključno s filmom Charliejevi angelčki, ter pojavov Drew Barrymore v raznih komičnih filmih in televizijskih serijah, se je Barrymoreova pojavila tudi v dramatični vlogi v drami/komediji z naslovom Fantje mojega življenja, kjer je igrala najstniško mamo v razpadlem zakonu z možem, ki je odvisen od drog. Zgodba je temeljila na resnični življenjski izkušnji Beverly D'Onofrio. Leta 2002 se je Drew Barrymore poleg Sama Rockwella in Julie Roberts pojavila v filmu Izpovedi nevarnega uma.

## Flower Films
Leta 1995 je Drew Barrymore ustanovila lastno produkcijsko podjetje, Flower Films, skupaj s poslovno partnerko Nancy Juvonen. Prvi film, ki ga je podjetje produciralo, je bil film Prvi poljub iz leta 1999, v katerem je imela glavno vlogo Drew Barrymore. Tudi v naslednjem filmu, ki ga je podjetje režiralo, je igrala Drew Barrymore: to je bil film Charliejevi angelčki iz leta 2000. Ta film je bil dober tako za Barrymoreovo kot za podjetje samo.
Ko nihče ni želel producirati filma Richarda Kellyja, Donnie Darko, je Drew Barrymore prevzela manjšo vlogo učiteljice angleščine glavnega lika, podjetje Flower Films pa je finančno podprlo film. Kljub temu, da je bil film finančno precej uspešen, je v luči 9/11 ob izidu DVD-ja dosegel status kulturnega filma.
Leta 2003 je Drew Barrymore ponovno upodobila Dylan Sanders in sicer v filmu Charliejevi angelčki: S polno brzino. Istega leta je bila nominirana za nagrado Emmy za svoj nastop v filmu Olive, the Other Reindeer in se poleg Bena Stillerja pojavila v filmu Stara, spelji se!. Podjetje Flower Films je skupaj s podjetjem Adama Sandlerja, Happy Madison, leta 2004 produciralo film 50 prvih poljubov. Drew Barrymore je Roger Ebert v svojem opisu filma 50 prvih poljubov opisal kot »smehljajočo se, skromno in iskreno«, film sam pa kot »omiljen in ljubezniv.«
Filmu 50 prvih poljubov je sledil film Fever Pitch v letu 2005, leta 2007 pa je podjetje produciralo še filme Drew Barrymore in sicer film Glasba in besedilo ter film Srečnež. Zadnji pomembnejši filmski projekti Drew Barrymore so Čivava z Beverly Hillsa iz leta 2008 in Sivi vrtovi, Mu pač ni do tebe ter Vsi so v redu iz leta 2009.
Drew Barrymore je režirala film Divje mrhe, ki je izšel v oktobru leta 2009. V filmu sta med drugim igrali tudi Ellen Page in Marcia Gay Harden, film sam pa se osredotoča na obsedenost z lepoto najstnikov v Austinu, Teksas. V filmu je igrala tudi Drew Barrymore sama.

## Ostala dela
Drew Barrymore je posodilo glas stranski vlogi, natančneje dekletu Briana Griffina, Jillian, v animirani televizijski seriji z naslovom Family Guy. Od začetka snemanja serije se je pojavila že v osmih epizodah. Bila je tudi glavni predmet dokumentarnega filma z naslovom My Date with Drew. V njem nadarjeni režiser in oboževalec Drew Barrymore uporabi vse svoje vire, da bi si izboril zmenek z njo.
3. februarja 2004 je Drew Barrymore prejela svojo zvezdo na Hollywood Walk of Fame.
Filmi, v katerih je igrala tudi Drew Barrymore, so skupaj svetovno zaslužili več kot 2.3 bilijonov ameriških dolarjev. Po podatkih revije The Hollywood Reporter oziroma njene lestvice »10 najvišjih zvezdniških plač« je bila Drew Barrymore druga najbolje plačana igralka na film v Združenih državah Amerike v letu 2006.
3. februarja 2007 je Drew Barrymore že petič vodila oddajo Saturday Night Live (SNL), s čimer si je prislužila naslov druge ženske igralke (poleg Candice Bergen), ki ji je v zgodovini oddaje to uspelo. Še enkrat je oddajo gostila 6. oktobra 2009 in s tem postala prva ženska zvezdnica v zgodovini, ki ji je tolikokrat uspelo gostiti to oddajo. Drew Barrymore je še vedno najmlajša zvezdnica, kar jih je kdaj gostilo katerokoli oddajo, saj je prvič gostila leta 1982 v starosti sedmih let.
Leta 2007 je Drew Barrymore postala govornica in fotomodel za kozmetiko CoverGirl, ter se uvrstila na vrh Peopleove lestvice »100 najlepših ljudi na svetu«. Leta 2007 je postala tudi nov obraz za linijo nakita podjetja Gucci. Podpisala je tudi pogodbo s podjetjem IMG Models v New Yorkju.
V maju 2007 so Drew Barrymore imenovali za ambasadorko v boju proti lakoti v organizaciji World Food Programme, kasneje pa je Barrymoreova sama donirala 1 milijon ameriških dolarjev tej organizaciji.

## Zasebno življenje
Leta 1991 se je Drew Barrymore v starosti šestnajstih let zaročila z Lelandom Haywardom, vnukom Hollywoodskega producenta Lelanda Haywarda. Kakorkoli že, nekaj mesecov pozneje so poroko odpovedali. Kmalu za tem se je Drew zaročila z igralcem/pevcem Jamiejem Waltersom, s katerim je živela med letoma 1992 in 1993.
Poročena je bila valižanskim natakarjem in kasneje lastnikom bara, Jeremyjem Thomasom od 20. marca do 28. aprila 1994. Njen drugi zakon in sicer s komedijantom Tomom Greenom, je trajal od 7. julija 2001 do 15. oktobra 2002. Tom Green je zahtevo za ločitev vložil v decembru 2001. Leta 2002 je Drew Barrymore začela hoditi z bobnarjem glasbene skupine The Strokes, Fabriziom Morettijem, kmalu za tem, ko sta se spoznala na enem izmed koncertov njegove skupine. Njuno petletno razmerje se je nazadnje končalo 10. januarja 2007. Nazadnje je hodila z Justinom Longom, vendar je par potrdil, da sta se razšla julija leta 2008. Par se je pobotal leta 2009 in revija Us Weekly je poročala, da bosta skupaj nastopila v prihajajočem filmu Going the Distance.
V devetdesetih je bila Drew Barrymore pogosto opisana kot biseksualka, v intervjuju leta 1997 pa je povedala, da že »kakšni dve leti nisem bila z žensko«. Leta 2004 je povedala: »Ženska in ženska skupaj izgledata prav tako lepo, kot ženska in moški. Biti z žensko je kot da bi raziskoval lastno telo, vendar skozi oči nekoga drugega. Ko sem bila mlajša, sem odšla z veliko ženskami. In to obožujem.« V marcu 2007 je bivša urednica revij, Jane Pratt, preko radijske oddaje z naslovom Sirius Satellite Radio potrdila, da je bila v sredi devetdesetih v romanci z Drew Barrymore.
Je botra Frances Bean Cobain, hčerke glasbenikov Kurta Cobaina in Courtney Love.
Drew Barrymore je bila včasih vegetarijanka, vendar je kasneje spet začela jesti meso.

## Filmografija

### Igralka
| Leto      | Naslov                               | Vloga                    | Opombe |
| --------- | ------------------------------------ | ------------------------ | --- |
| 1978      | Suddenly, Love                       | Bobbi Graham             | Televizijski film |
| 1980      | Bogie                                | Leslie Bogart            | Televizijski film |
| 1980      | Altered States                       | Margaret Jessup          | |
| 1982      | E.T.                                 | Gertie                   | Nominirana - BAFTA Award za najboljšo novo igralko |
| 1984      | Firestarter                          | Charlene »Charlie« McGee | Nominirana - Saturn Award za najboljši nastop mladega igralca |
| 1984      | Irreconcilable Differences           | Casey Brodsky            | Nominirana - Zlati globus za najboljšo stransko igralko - film |
| 1985      | Cat's Eye                            | Naša deklica, Amanda     | |
| 1986      | V deželi igrač                       | Lisa Piper               | Televizijski film |
| 1989      | See You in the Morning               | Cathy Goodwin            | |
| 1989      | Daleč od doma                        | Joleen Cox               | |
| 1991      | Motorama                             | Fantastično dekle        | |
| 1992      | 2000 Malibu Road                     | Lindsay                  | 6 epizod |
| 1992      | Waxwork II: Lost in Time             | Žrtev vampirja #1        | |
| 1992      | Poison Ivy                           | Ivy                      | |
| 1992      | Guncrazy                             | Anita Minteer            | Nominirana - Zlati globus za najboljšo igralko - miniserija ali televizijski film |
| 1993      | The Amy Fisher Story                 | Amy Fisher               | |
| 1993      | No Place to Hide                     | Tinsel Hanley            | |
| 1993      | Doppelganger                         | Holly Gooding            | |
| 1993      | Waynov svet 2                        | Bjergen Kjergen          | |
| 1994      | Inside the Goldmine                  | Daisy                    | |
| 1994      | Vražja dekleta                       | Lilly Laronette          | |
| 1995      | Vse kar si želiš                     | Holly Pulchik-Lincoln    | |
| 1995      | Nora ljubezen                        | Casey Roberts            | |
| 1995      | Batman za vse čase                   | Sugar                    | |
| 1996      | Vsi pravijo »ljubim te«              | Skylar Dandridge         | |
| 1996      | Krik                                 | Casey Becker             | Nominirana - Saturn Award za najboljšo stransko igralko |
| 1997      | Wishful Thinking                     | Lena                     | |
| 1997      | Best Men                             | Hope                     | |
| 1998      | Poročiva se                          | Julia Sullivan           | Nominirana - Chlotrudis Award za najboljšo igralko tudi za Pepelkina ljubezenska zgodba |
| 1998      | Pepelkina ljubezenska zgodba         | Danielle de Barbarac     | Saturn Award za najboljšo igralko Nominirana - Chlotrudis Award za najboljšo igralko tudi za Poročiva se |
| 1998      | Domači okus                          | Sally Jackson            | |
| 1999      | Prvi poljub                          | Josie Geller             | Nominirana - MTV Movie Award za najboljši nastop - ženski Nominirana - MTV Movie Award za najboljši poljub |
| 1999      | Olive, the Other Reindeer            | Olive                    | Glas |
| 2000      | Simpsonovi                           | Sophie (glas)            | 1 epizoda |
| 2000      | Skipped Parts                        | Fantastično dekle        | |
| 2000      | Titan A.E.                           | Akima                    | Glas |
| 2000      | Charliejevi angelčki                 | Dylan Sanders            | MTV Movie Award za najboljšo filmsko ekipo skupaj s Cameron Diaz in Lucy Liu Nominirana - MTV Movie Award za najboljši pretep |
| 2001      | Donnie Darko                         | Karen Pomeroy            | |
| 2001      | Freddy je odpisan                    | Recepcistka g. Davidsona | |
| 2001      | Fantje mojega življenja              | Beverly Donofrio         | |
| 2002      | Izpovedi nevarnega uma               | Penny                    | |
| 2003      | Charliejevi angelčki: S polno brzino | Dylan Sanders            | Nominirana - MTV Movie Award za najboljše plesno zaporedje skupaj s Cameron Diaz in Lucy Liu |
| 2003      | Duplex                               | Nancy Kendricks          | |
| 2004      | 50 prvih poljubov                    | Lucy Whitmore            | MTV Movie Award za najboljši filmski duet Nominirana - MTV Movie Award za najboljši nastop - ženska People's Choice Award za najboljšo filmsko kemijo |
| 2004      | My Date With Drew                    | Ona                      | |
| 2005      | Fever Pitch                          | Lindsey Meeks            | |
| 2006–2009 | Family Guy                           | Jillian Russell (glas)   | 7 epizod |
| 2006      | Radovedni Gorge                      | Maggie                   | Glas |
| 2007      | Glasba in besedilo                   | Sophie Fisher            | |
| 2007      | Srečnež                              | Billie Offer             | |
| 2008      | Čivava Beverly Hillsa                | Chloe                    | Glas |
| 2009      | Mu pač ni do tebe                    | Mary Harris              | |
| 2009      | Sivi vrtovi                          | Edith Bouvier Beale      | HBO-jev film Zlati globus za najboljšo igralko - miniserija ali televizijski film Satellite Award za najboljšo igralko - miniserija ali televizijski film Screen Actors Guild Award za izstopajoč nastop ženske igralke v miniseriji ali televizijskemu filmu Nominirana - Primetime Emmy Award za izstopajočo glavno igralko - miniserija ali film |
| 2009      | Vsi so v redu                        | Rosie                    | |
| 2009      | Divje mrhe                           | Smashly Simpson          | Tudi režiserka |
| 2010      | Going the Distance                   |                          | Post-produkcija |

| Leto | Naslov                                           | Opombe            |
| ---- | ------------------------------------------------ | ----------------- |
| 2004 | Choose or Lose Presents: The Best Place to Start | Dokumentarni film |
| 2009 | Divje mrhe                                       | Tudi igralka      |

| Leto | Naslov                               | Opombe |
| ---- | ------------------------------------ | ------ |
| 1999 | Prvi poljub                          |        |
| 2000 | Charliejevi angelčki                 |        |
| 2001 | Donnie Darko                         |        |
| 2003 | Charliejevi angelčki: S polno brzino |        |
| 2003 | Duplex                               |        |
| 2005 | Fever Pitch                          |        |
| 2009 | Mu pač ni do tebe                    |        |
| 2009 | Divje mrhe                           |        |

## Ostali viri
- Aronson, Virginia. Drew Barrymore. Chelsea House, 1999. ISBN 0-7910-5306-7
- Bankston, John. Drew Barrymore. Chelsea House Publishers, 2002. ISBN 0-7910-6772-6
- Barrymore, Drew. Little Girl Lost. Pocket Star Books, 1990. ISBN 0-671-68923-1
- Ellis, Lucy. Drew Barrymore: The Biography. Aurum Press, 2004. ISBN 1-84513-032-4
- Hill, Anne E. Drew Barrymore. Lucent Books, 2001. ISBN 1-56006-831-0